# Brachstedt
Brachstedt è un ex comune tedesco di 915 abitanti, situato nel land della Sassonia-Anhalt. Dal 1º gennaio 2010 Brachstedt è stato incorporato nel comune di Petersberg  del quale è divenuto una frazione insieme agli ex comuni di Krosigk, Kütten, Morl, Ostrau e Wallwitz. In effetti quest'ultimo aveva già perso lo status di comune indipendente il 1º luglio 2006, quando era stato incorporato nel comune di Götschetal.